# József Navarrete
József "Pepe" Navarrete (* 26. prosince 1965 Santa Clara, Kuba) je bývalý maďarský sportovní šermíř kubánského původu, který se specializoval na šerm šavlí. Maďarsko reprezentoval v osmdesátých a devadesátých letech. Na olympijských hrách startoval v roce 1996 v soutěži jednotlivců a družstev. V soutěži jednotlivců obsadil na olympijských hrách čtvrté místo. V roce 1998 obsadil třetí místo na mistrovství Evropy v soutěži jednotlivců. S maďarským družstvem šavlistů vybojoval na olympijských hrách 1996 stříbrnou olympijskou medaili. V roce 1993 a 1998 vybojoval s družstvem titul mistra světa.